# Landkreis Augsburg
Landkreis Augsburg der ligger i Regierungsbezirk Schwaben i den tyske delstat Bayern er med sine 241.000 indbyggere den befolkningsmæssigt tredjestørste landkreis i Bayern.
Den grænser mod nord til Landkreis Donau-Ries, mod øst til Landkreis Aichach-Friedberg, den kreisfrei by Augsburg og Landkreis Landsberg am Lech, mode syd til Landkreis Ostallgäu, i sydvest til  Landkreis Unterallgäu og mod vest til den Landkreis Günzburg og Landkreis Dillingen an der Donau.

## Geographie
Landkreis Augsburg omslutter byen Augsburg på alle sider, bortset fra den østlige. Syd for Augsburg ligger  Lechfeld, en stenslette mellem Lech og Wertach, hvor Otto den Store vandt et slag over ungararene i august 955. Også den nordlige del af landkreisen ligger i dalen til floden Lech. Landskaberne i den vestlige del af Landkreis Augsburg er (fra nord mod syd): Holzwinkel, Reischenau og  Stauden.

## Byer og kommuner
Kreisen havde 251534  indbyggere pr.  2018-12-31

Byer
1. Bobingen (17199)
2. Gersthofen (22473)
3. Königsbrunn (28076)
4. Neusäß (22058)
5. Schwabmünchen (14075)
6. Stadtbergen (15010)

Købstæder (Marktgemeinden)
1. Biberbach (3530)
2. Diedorf (10469)
3. Dinkelscherben (6425)
4. Fischach (4822)
5. Meitingen (11637)
6. Thierhaupten (3993)
7. Welden (3808)
8. Zusmarshausen (6378)

| [Kommuner 1. Adelsried (2357) 2. Allmannshofen (902) 3. Altenmünster (4107) 4. Aystetten (2979) 5. Bonstetten (1404) 6. Ehingen (1068) 7. Ellgau (1125) 8. Emersacker (1393) 9. Gablingen (4692) 10. Gessertshausen (4344) 11. Graben (3996) 12. Großaitingen (5133) 13. Heretsried (990) 14. Hiltenfingen (1496) 15. Horgau (2834) 16. Kleinaitingen (1312) 17. Klosterlechfeld (2966) 18. Kühlenthal (826) 19. Kutzenhausen (2480) 20. Langenneufnach (1759) 21. Langerringen (3820) 22. Langweid a.Lech (8136) 23. Mickhausen (1418) 24. Mittelneufnach (1043) 25. Nordendorf (2457) 26. Oberottmarshausen (1702) 27. Scherstetten (1043) 28. Untermeitingen (6958) 29. Ustersbach (1176) 30. Walkertshofen (1076) 31. Wehringen (2922) 32. Westendorf (1667) Ubeboet, kommunefrit område 1. Schmellerforst (3,28 /km²) |

Verwaltungsgemeinschafte
1. Gessertshausen
(Kommunerne Gessertshausen og Ustersbach)
2. Großaitingen
 (Kommunerne Großaitingen, Kleinaitingen og Oberottmarshausen)
3. Langerringen
 (Kommunerne Hiltenfingen und Langerringen)
4. Lechfeld mit Sitz in Untermeitingen 
 (Kommunerne Klosterlechfeld og Untermeitingen)
5. Nordendorf
 (Kommunerne Allmannshofen, Ehingen, Ellgau, Kühlenthal, Nordendorf og Westendorf)
6. Stauden mit Sitz in Langenneufnach
 (Kommunerne Langenneufnach, Mickhausen, Mittelneufnach, Scherstetten og Walkertshofen)
7. Welden
 (Købstaden Welden und Kommunerne Bonstetten, Emersacker og Heretsried.